# Rue Taylor
La rue Taylor est une rue du 10e arrondissement de Paris

## Situation et accès
La voie relie la rue René-Boulanger à la rue du Château-d'Eau.
Un projet d'extension du Réseau Vert via la rue Taylor puis rue Lucien-Sampaix est actuellement à l'étude, afin de rejoindre le canal Saint-Martin.

## Origine du nom

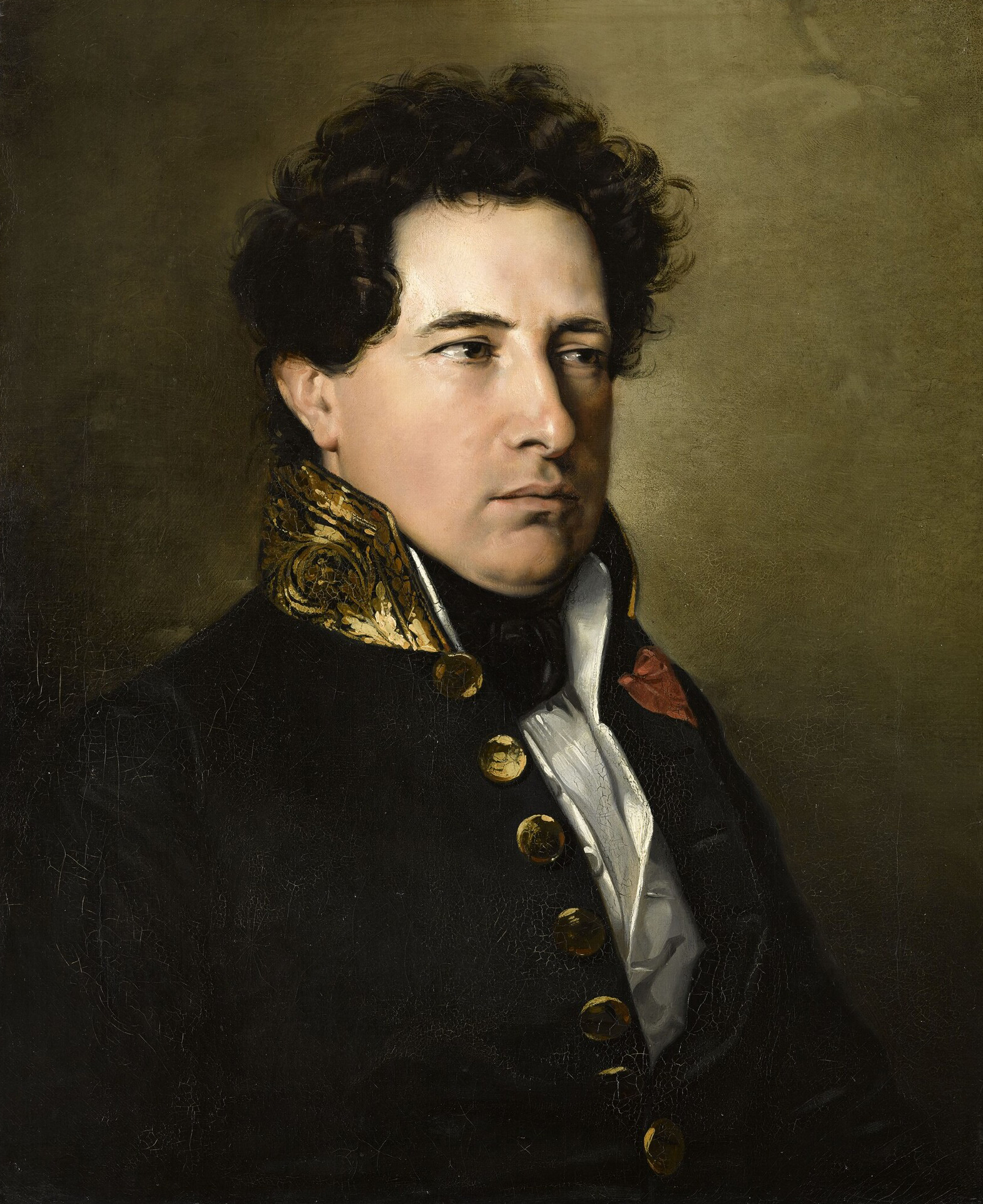
Isidore Taylor.

Elle porte le nom du baron Isidore Taylor, fondateur de nombreuses associations philanthropiques pour les artistes et les gens de lettres, qui habitait au 68, rue de Bondy dans l'ancien hôtel que le président Rosanbo avait fait construire en 1787.

## Historique
La rue a été tracée à l'emplacement d'un hôtel particulier en fond de cour, accessible depuis une allée qui passait sous l'hôtel de Rosanbo, et du vaste terrain à l'arrière.
Cette voie, tout d'abord privée, est ouverte en début d'année 1881 sous le nom de « rue de l'Ambigu » car elle aboutissait dans la rue de Bondy (actuelle rue René-Boulanger) au niveau du théâtre de l'Ambigu-Comique. À la demande de la Société des artistes dramatiques, elle prend sa dénomination actuelle par décret du 24 mars 1881.
Les immeubles de cette rue ont été construits en pierre de taille à la fin du XIXe siècle, ce qui lui confère une grande harmonie visuelle.

## Bâtiments remarquables et lieux de mémoire
- Nos 3-3 bis : depuis le 4 mai 2015, la société Groupe Startup 2.0 réunissant une trentaine de start-up dans le domaine du marketing et du web est installée à cette adresse, après avoir réalisé d'importants travaux de rénovation.
- No 5 : immeuble de rapport de 1879[3], où habita le réalisateur et « père des effets spéciaux » Georges Méliès (1861-1939), dont le père, Louis, avait un atelier de fabrication de chaussures (le monogramme « M » est encore visible sur le fronton de la porte principale).

L'artiste Jacques Villeglé y a créé une de ses fameuses affiches lacérées marouflées sur toile, intitulée … X et liberté, rue Taylor décembre 1957.

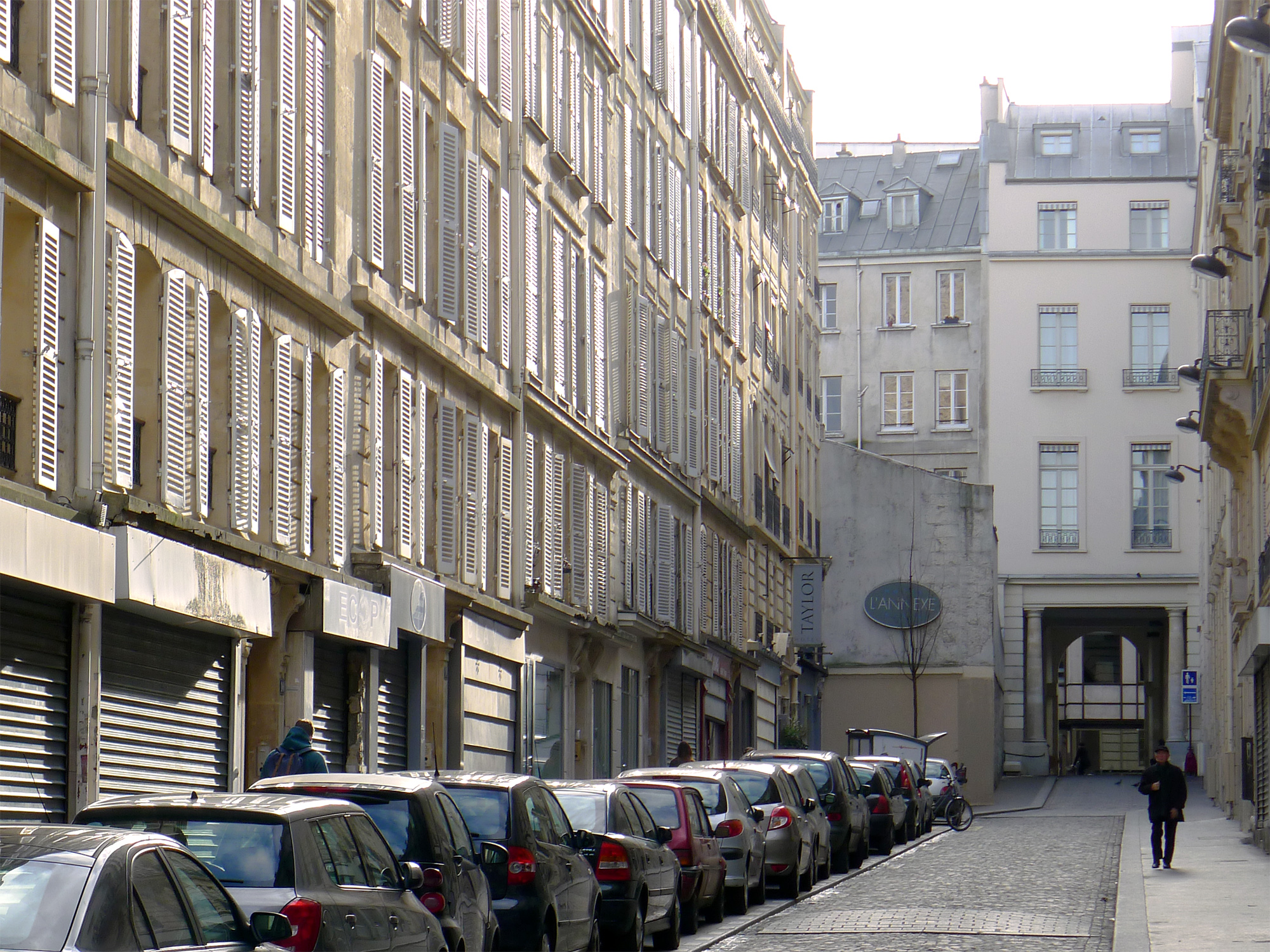
Vue depuis la rue du Château-d'Eau.
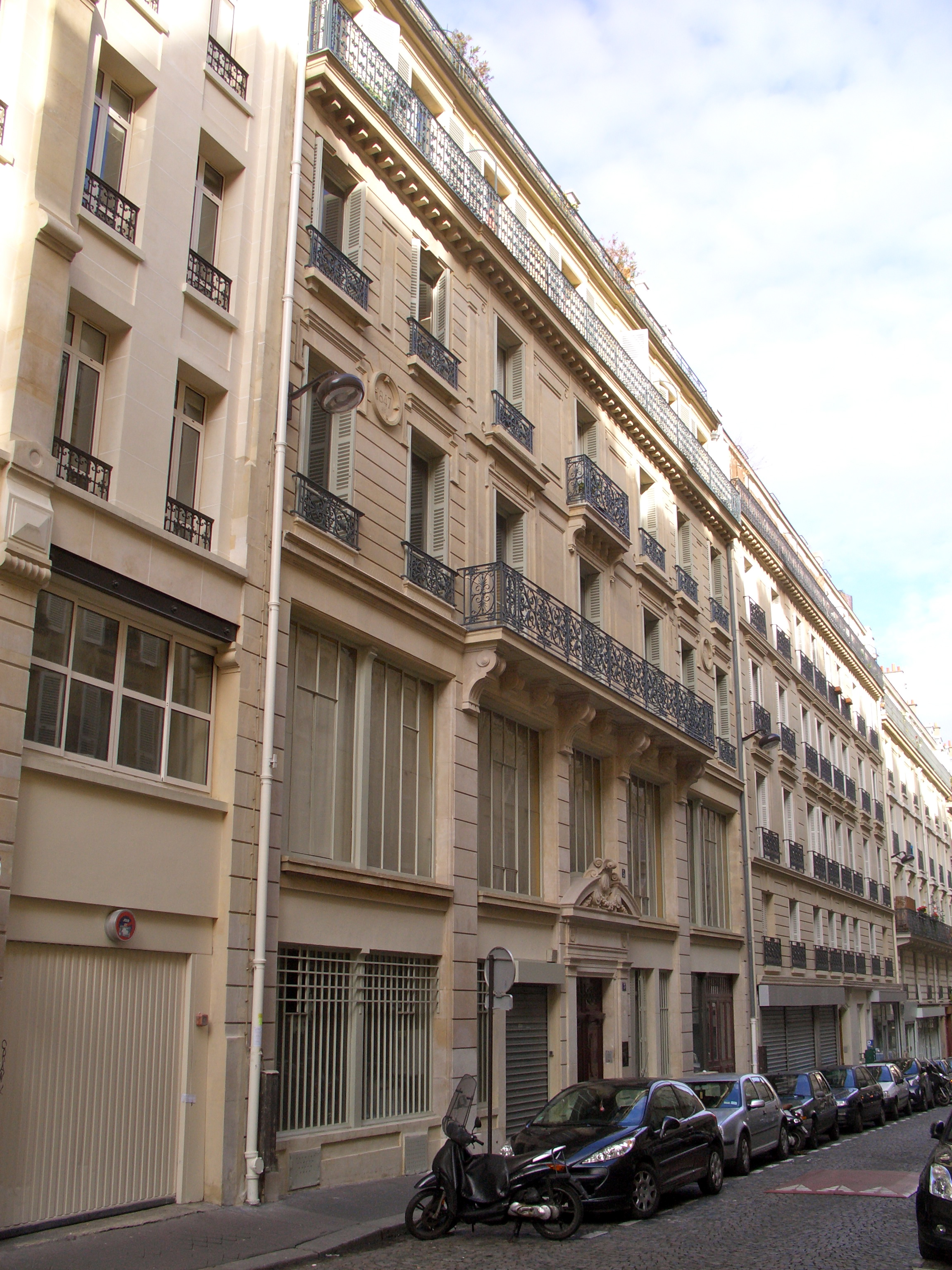
Immeuble Méliès.
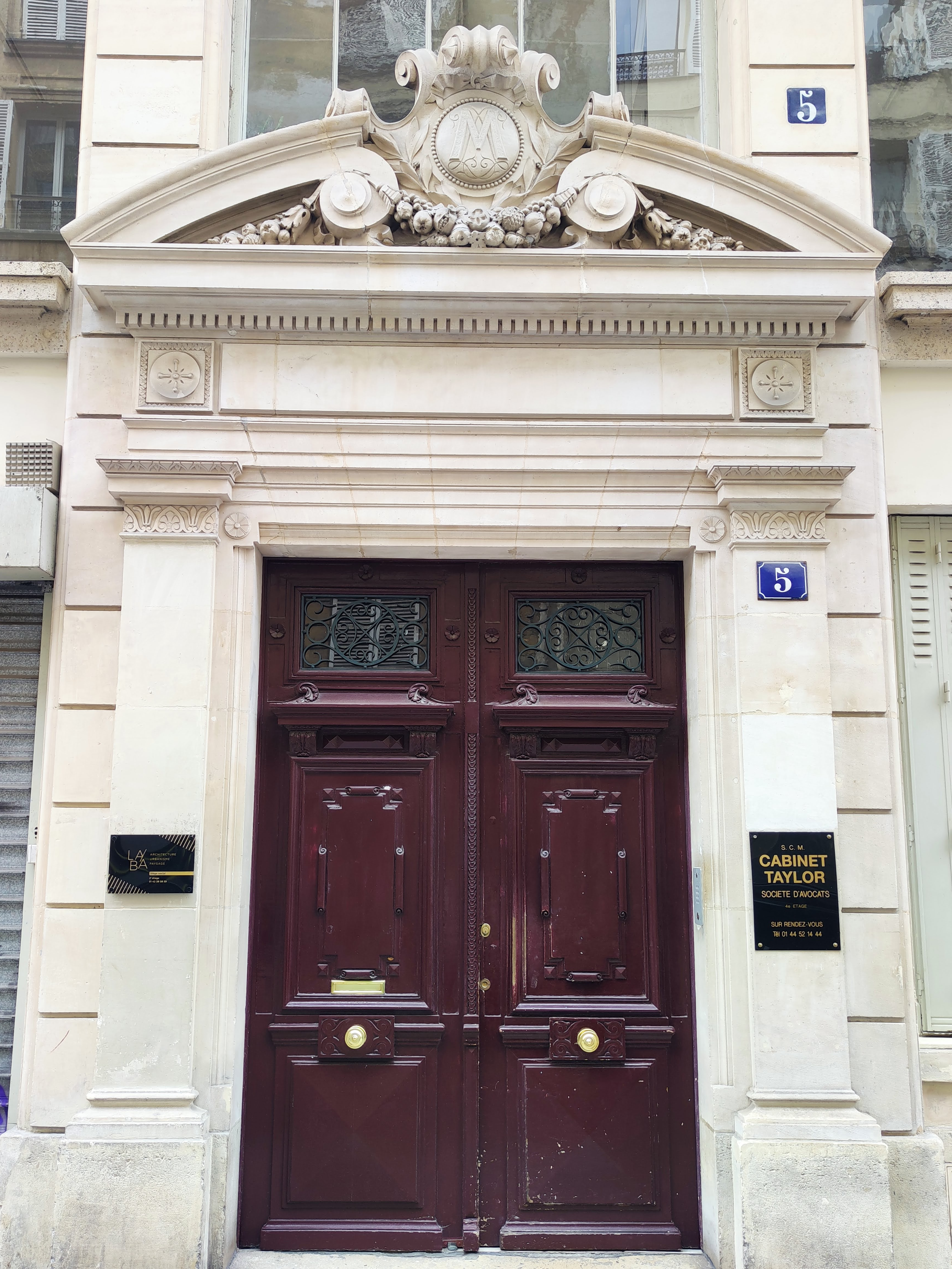
No 5 : porte, avec le monogramme « M ».